# Volta a Catalunya de 2000
La Volta a Catalunya 2000 va ser 80a edició de la Volta Ciclista a Catalunya. Es disputà en 8 etapes del 15 al 22 de juny de 2000 amb un total de 983,6 km. El vencedor final fou l'espanyol José María Jiménez de l'equip Banesto per davant d'Óscar Sevilla del Kelme-Costa Blanca i Leonardo Piepoli, també del Banesto.
La participació internacional no va ser molt lluïda. La coincidència amb altres curses, i la preferència dels ciclistes per preparar el Tour de França en altres llocs eren els principals motius. Així els principals favorits eren els ciclistes espanyols, especialment aquells que es defensessin bé pujant la muntanya.
Aquesta edició va començar amb una contrarellotge per equips amb final a Port Aventura. Això va permetre que diferents homes de l'ONCE-Deutsche Bank poguessin mantenir el liderat fins a la sisena etapa. En arribar als Pirineus, la cursa va canviar i les dues etapes andorranes van ser decisives pel triomf final.
José María Jiménez aconseguia la victòria amb bastanta superioritat. Només Óscar Sevilla va poder aguantar. malgrat no va poder resistir la cronoescalada final a l'Alt de la Rabassa on va perdre més de quaranta segons.

## Etapes
| Etapa | Data       | Ciutats d'etapa                                           | km    | Vencedor de l'etapa      | Líder de la general      |
| ----- | ---------- | --------------------------------------------------------- | ----- | ------------------------ | ------------------------ |
| 1a    | 15 de juny | La Pineda – Vila-seca (CRE)                               | 21,8  | ONCE-Deutsche Bank (ESP) | David Cañada (ESP)       |
| 2a    | 16 de juny | Vila-seca – Vilanova i la Geltrú                          | 160,0 | Erik Zabel (GER)         | Marcos Serrano (ESP)     |
| 3a    | 17 de juny | Vilanova i la Geltrú – Badalona                           | 154,0 | Erik Zabel (GER)         | Marcos Serrano (ESP)     |
| 4a    | 18 de juny | Badalona - Barcelona                                      | 158,0 | Gabriele Missaglia (ITA) | David Cañada (ESP)       |
| 5a    | 19 de juny | Argentona – Roses                                         | 159,0 | Giovanni Lombardi (ITA)  | David Cañada (ESP)       |
| 6a    | 20 de juny | Roses – Prada                                             | 164,0 | Giovanni Lombardi (ITA)  | Pavel Tónkov (RUS)       |
| 7a    | 21 de juny | Prada – Els Cortals d'Encamp (AND)                        | 154,0 | José María Jiménez (ESP) | José María Jiménez (ESP) |
| 8a    | 22 de juny | Sant Julià de Lòria (AND) – Alt de la Rabassa (AND) (CRI) | 12,8  | José María Jiménez (ESP) | José María Jiménez (ESP) |

### 1a etapa
15-06-2000: La Pineda – Vila-seca, 21,8 km. (CRE):
|   | Equip              | Nacionalitat | Temps      |
| - | ------------------ | ------------ | ---------- |
| 1 | ONCE-Deutsche Bank | Espanya      | 1h 19' 06" |
| 2 | Vitalicio Seguros  | Espanya      | + 6"       |
| 3 | Mapei-Quick Step   | Itàlia       | + 18"      |

|   | Ciclista                | Equip              | Temps   |
| - | ----------------------- | ------------------ | ------- |
| 1 | David Cañada (ESP)      | ONCE-Deutsche Bank | 26' 22" |
| 2 | Nicolas Jalabert (FRA)  | ONCE-Deutsche Bank | m. t.   |
| 3 | Rafael Díaz Justo (ESP) | ONCE-Deutsche Bank | m. t.   |

### 2a etapa
16-06-2000: Vila-seca – Vilanova i la Geltrú, 160,0 km.:
|   | Ciclista              | Equip                 | Temps      |
| - | --------------------- | --------------------- | ---------- |
| 1 | Erik Zabel (GER)      | Team Deutsche Telekom | 3h 52' 47" |
| 2 | Marcel Wust (GER)     | Festina-Lotus         | m. t.      |
| 3 | Zoran Klemencic (SLO) | Vini Caldirola        | m. t.      |

|   | Ciclista                 | Equip              | Temps      |
| - | ------------------------ | ------------------ | ---------- |
| 1 | Marcos Serrano (ESP)     | ONCE-Deutsche Bank | 4h 19' 09" |
| 2 | Nicolas Jalabert (FRA)   | ONCE-Deutsche Bank | m. t.      |
| 3 | Peter Luttenberger (AUT) | ONCE-Deutsche Bank | m. t.      |

### 3a etapa
17-06-2000: Vilanova i la Geltrú – Badalona, 154,0 km.:
|   | Ciclista             | Equip                 | Temps      |
| - | -------------------- | --------------------- | ---------- |
| 1 | Erik Zabel (GER)     | Team Deutsche Telekom | 3h 53' 21" |
| 2 | Serguei Ivanov (RUS) | Farm Frites           | m. t.      |
| 3 | David Clinger (EUA)  | Festina-Lotus         | m. t.      |

|   | Ciclista                 | Equip              | Temps      |
| - | ------------------------ | ------------------ | ---------- |
| 1 | Marcos Serrano (ESP)     | ONCE-Deutsche Bank | 8h 12' 30" |
| 2 | Peter Luttenberger (AUT) | ONCE-Deutsche Bank | m. t.      |
| 3 | David Cañada (ESP)       | ONCE-Deutsche Bank | m. t.      |

### 4a etapa
18-06-2000: Badalona - Barcelona, 158,0 km.:
|   | Ciclista                 | Equip            | Temps      |
| - | ------------------------ | ---------------- | ---------- |
| 1 | Gabriele Missaglia (ITA) | Lampre-Daikin    | 3h 38' 15" |
| 2 | Gian Paolo Mondini (ITA) | Cantina Tollo    | m. t.      |
| 3 | Paolo Bettini (ITA)      | Mapei-Quick Step | m. t.      |

|   | Ciclista                     | Equip              | Temps       |
| - | ---------------------------- | ------------------ | ----------- |
| 1 | David Cañada (ESP)           | ONCE-Deutsche Bank | 11h 50' 45" |
| 2 | Santiago Blanco (ESP)        | Vitalicio Seguros  | + 02"       |
| 3 | Francisco Tomás García (ESP) | Vitalicio Seguros  | m. t.       |

### 5a etapa
19-06-2000: Argentona – Roses, 159,0 km.:
|   | Ciclista                | Equip                   | Temps      |
| - | ----------------------- | ----------------------- | ---------- |
| 1 | Giovanni Lombardi (ITA) | Team Deutsche Telekom   | 3h 40' 44" |
| 2 | Andrej Hauptman (SLO)   | Vini Caldirola          | m. t.      |
| 3 | Allan Johansen (DEN)    | Memorycard-Jack & Jones | m. t.      |

|   | Ciclista                     | Equip              | Temps       |
| - | ---------------------------- | ------------------ | ----------- |
| 1 | David Cañada (ESP)           | ONCE-Deutsche Bank | 15h 48' 15" |
| 2 | Santiago Blanco (ESP)        | Vitalicio Seguros  | + 02"       |
| 3 | Francisco Tomás García (ESP) | Vitalicio Seguros  | m. t.       |

### 6a etapa
20-06-2000: Roses – Prada, 164,0 km.:
|   | Ciclista                | Equip                 | Temps      |
| - | ----------------------- | --------------------- | ---------- |
| 1 | Giovanni Lombardi (ITA) | Team Deutsche Telekom | 3h 55' 33" |
| 2 | Óscar Sevilla (ESP)     | Kelme-Costa Blanca    | m. t.      |
| 3 | José Luis Arrieta (ESP) | Banesto               | m. t.      |

|   | Ciclista                | Equip            | Temps       |
| - | ----------------------- | ---------------- | ----------- |
| 1 | Pavel Tónkov (RUS)      | Mapei-Quick Step | 19h 43' 54" |
| 2 | Axel Merckx (BEL)       | Mapei-Quick Step | + 21"       |
| 3 | José Luis Arrieta (ESP) | Banesto          | + 41"       |

### 7a etapa
21-06-2000: Prada – Els Cortals d'Encamps, 164,0 km.:
|   | Ciclista                 | Equip                 | Temps      |
| - | ------------------------ | --------------------- | ---------- |
| 1 | José María Jiménez (ESP) | Banesto               | 4h 22' 58" |
| 2 | Óscar Sevilla (ESP)      | Kelme-Costa Blanca    | + 59"      |
| 3 | Jorg Jaksche (GER)       | Team Deutsche Telekom | + 2' 10"   |

|   | Ciclista                 | Equip              | Temps       |
| - | ------------------------ | ------------------ | ----------- |
| 1 | José María Jiménez (ESP) | Banesto            | 24h 08' 32" |
| 2 | Óscar Sevilla (ESP)      | Kelme-Costa Blanca | + 02"       |
| 3 | Santiago Blanco (ESP)    | Vitalicio Seguros  | + 1' 27"    |

### 8a etapa
22-06-2000: Sant Julià de Lòria – Alt de la Rabassa, 12,8 km. (CRI):
|   | Ciclista                 | Equip              | Temps   |
| - | ------------------------ | ------------------ | ------- |
| 1 | José María Jiménez (ESP) | Banesto            | 28' 27" |
| 2 | Roberto Heras (ESP)      | Kelme-Costa Blanca | +13"    |
| 3 | Leonardo Piepoli (ITA)   | Banesto            | +28"    |

|   | Ciclista                 | Equip              | Temps       |
| - | ------------------------ | ------------------ | ----------- |
| 1 | José María Jiménez (ESP) | Banesto            | 24h 36' 59" |
| 2 | Óscar Sevilla (ESP)      | Kelme-Costa Blanca | + 41"       |
| 3 | Leonardo Piepoli (ITA)   | Banesto            | + 3' 41"    |

## Classificació General
|    | Ciclista                  | Equip                 | Temps       |
| -- | ------------------------- | --------------------- | ----------- |
| 1  | José María Jiménez (ESP)  | Banesto               | 24h 36' 59" |
| 2  | Óscar Sevilla (ESP)       | Kelme-Costa Blanca    | + 41"       |
| 3  | Leonardo Piepoli (ITA)    | Banesto               | + 3' 41"    |
| 4  | Jorg Jaksche (GER)        | Team Deutsche Telekom | + 4' 15"    |
| 5  | Manuel Beltran (ESP)      | Mapei-Quick Step      | + 4' 55"    |
| 6  | Santiago Blanco (ESP)     | Vitalicio Seguros     | + 5' 05"    |
| 7  | Fernando Escartín (ESP)   | Kelme-Costa Blanca    | + 5' 44"    |
| 8  | Roberto Sgambelluri (ITA) | Cantina Tollo         | + 5' 51"    |
| 9  | Axel Merckx (BEL)         | Mapei-Quick Step      | + 6' 00"    |
| 10 | Pavel Tónkov (RUS)        | Mapei-Quick Step      | + 6' 10"    |

## Classificacions secundàries
|   | Ciclista                 | Equip              | Punts |
| - | ------------------------ | ------------------ | ----- |
| 1 | Óscar Sevilla (ESP)      | Kelme-Costa Blanca | 78    |
| 2 | José María Jiménez (ESP) | Banesto            | 58    |
| 3 | Roberto Heras (ESP)      | Kelme-Costa Blanca | 51    |

|   | Ciclista                 | Equip                 | Punts    |
| - | ------------------------ | --------------------- | -------- |
| 1 | Guido Trenti (EUA)       | Cantina Tollo         | 14 punts |
| 2 | Jorg Jaksche (GER)       | Team Deutsche Telekom | 6 punts  |
| 3 | Gian Paolo Mondini (ITA) | Cantina Tollo         | 6 punts  |

|   | Ciclista                 | Equip              | Punts |
| - | ------------------------ | ------------------ | ----- |
| 1 | Óscar Sevilla (ESP)      | Kelme-Costa Blanca | 58    |
| 2 | José María Jiménez (ESP) | Banesto            | 51    |
| 3 | Roberto Heras (ESP)      | Kelme-Costa Blanca | 41    |

|   | Equip              | Nacionalitat | Temps      |
| - | ------------------ | ------------ | ---------- |
| 1 | Banesto            | Espanya      | 2h 02' 14" |
| 2 | Vitalicio Seguros  | Espanya      | + 46"      |
| 3 | Kelme-Costa Blanca | Espanya      | + 1' 29"   |